# Ранжен
Ранжен (фр. Rangen) — коммуна на северо-востоке Франции в регионе Гранд-Эст (бывший Эльзас — Шампань — Арденны — Лотарингия), департамент Нижний Рейн, округ Мольсем, кантон Саверн. До марта 2015 года коммуна административно входила в состав упразднённого кантона Мармутье (округ Саверн).
Площадь коммуны — 1,65 км², население — 157 человек (2006) с тенденцией к росту: 201 человек (2013), плотность населения — 121,8 чел/км².

## Население
Население коммуны в 2011 году составляло 192 человека, в 2012 году — 197 человек, а в 2013-м — 201 человек.
| 1962 | 1968 | 1975 | 1982 | 1990 | 1999 | 2006 | 2008 | 2011 | 2012 | 2013 |
| ---- | ---- | ---- | ---- | ---- | ---- | ---- | ---- | ---- | ---- | ---- |
| 140  | 148  | 141  | 164  | 149  | 143  | 157  | 176  | 192  | 197  | 201  |

Динамика населения:

## Экономика
В 2010 году из 112 человек трудоспособного возраста (от 15 до 64 лет) 88 были экономически активными, 24 — неактивными (показатель активности 78,6 %, в 1999 году — 62,6 %). Из 88 активных трудоспособных жителей работали 85 человек (46 мужчин и 39 женщин), трое числились безработными (один мужчина и две женщины). Среди 24 трудоспособных неактивных граждан 7 были учениками либо студентами, 11 — пенсионерами, а ещё 6 — были неактивны в силу других причин.